# ميخائيل إيفانز (لاعب كرة الماء)
ميخائيل إيفانز (بالإنجليزية: Michael Evans)‏ هو لاعب كرة الماء أمريكي، ولد في 26 مارس 1960 في فونتانا في الولايات المتحدة.

## وصلات خارجية
- مايكل إيفانز على موقع الاتحاد الدولي للسباحة (الإنجليزية)
- مايكل إيفانز على موقع قاعة مشاهير السباحة الأمريكية (الإنجليزية)
- مايكل إيفانز على موقع اللجنة الأولمبية الدولية (الإنجليزية)
- مايكل إيفانز على موقع أوليمبيديا (الإنجليزية)